# Anton Giulio Bragaglia
Anton Giulio Bragaglia (11. února 1890, Frosinone, Itálie - 15. července 1960, Řím) byl italský fotograf, průkopník v oblasti italské futuristické fotografie a futuristického filmu. Byl to všestranný umělec s širokými intelektuálními zájmy, psal o filmu, divadle a tanci. Řadí se také k vyznavačům chronofotografie.

## Mládí
Bragaglia se narodil ve Frosinone, Lazio. V roce 1906 začal pracovat jako asistent režie ve filmovém studiu jeho otce Francesca. Získal řadu technických a uměleckých zkušeností, učil se od režisérů Mario Caseriniho a Enrica Guazzoniho. Se svými bratry Arthurem a Carlem Ludovicem začal okolo roku 1911 experimentovat ve fotografií s prvkami futurismu. Slučoval dva druhy - dokumentární a experimentální fotografii, přičemž výsledkem byla fotografická dynamika se stopami trajektorií pohybujících se postav nebo předmětů.

## Futurismus
V roce 1911 publikoval pojednání Fotodinamismo a začal tuto koncepci přednášet. Ve stejném roce se stal šéfredaktorem novin o umění a divadle "L'Artista". Vydal dva futuristické manifesty Fotodinamica Futurista. (1912) a Manifesto of Futurist Cinema (1916). V roce 1916 založil avantgardní časopis Cronache di Attualità, který se zabýval politikou, hudbou, divadlem a uměním z hlediska futurismu. Ve stejném roce založil filmové studio "Novissima-Film" a produkoval několik filmů, včetně vizionářského Thais (také známým jako Perfido incanto).
V roce 1918 otevřel výtvarnou galerii "Casa d'Arte Bragaglia", která se stala institucí umělců a umění ve stylu avant garde. Vystavovali zde takoví modernisté jako například Balla, Depero, De Chirico, Boccioni, Klimt a Kadinsky. Roku 1919 režíroval hru Rosso di San Secondo a Pirandello.
Od roku 1921 do 1924 Bragaglia zveřejnil satirický pamflet Index Rerum Virorumque Prohibitorum ("Seznam zakázaných věcí a mužů"). V roce 1922 otevřel divadlo "Teatro Sperimentale degli Indipendent", které řídil až do roku 1936. Ve stejném roce založil vlastní divadelní společnost ("Company Bragaglia Shows"), která se také stala ústředním místem pro italskou avantgardu. V roce 1932 byl jmenován poradcem Corporazione dello Spettacolo. Teatro bylo uzavřeno v roce 1936 a v období 1937–1943 působil jako ředitel nadace "Teatro delle Arti".
Bragaglia popsal své teorie o divadle v díle Maschera mobile (1926), Del teatro teatrale ossia del teatro (1927), a Il segreto di Tabarrino (1933). Režíroval více než padesát inscenací. Od roku 1926 do roku 1960 také napsal řadu článků a knih o umění, divadle a filmu.
Bragaglia zemřel v Římě 15. července 1960.

## Filmografie
- Thais (1917)
- Il mio cadavere (1917)
- Vele ammainate (1931)
- Perfido incanto (1918)
- Un dramma nell'Olimpo (1917)[9]

## Pionýři vysokorychlostní fotografie
- Eadweard Muybridge (1830 – 1904) – průkopník chronofotografie
- Étienne-Jules Marey (1860 - 1904) – francouzský lékař, fyziolog a fotograf série Muž, který sesedá z kola (1890 - 1895) - vynálezce chronofotografické pušky.
- August (1862 – 1954) a Luis (1864 – 1948) Lumièrové vyvinuli roku 1895 kinematograf (z řečtiny pohyblivý zapisovač).
- Harold Eugene Edgerton (1903 – 1990) – významný americký inženýr, vynálezce stroboskopu a pionýr vysokorychlostní chronofotografie.
- Ottomar Anschütz (1846 – 1907) – německý vynálezce a chronofotograf.
- Ernst Kohlrausch (1850–1923) – sportovní výzkumník a pionýr filmu.
- Thomas Eakins (1844 – 1916) – americký malíř, fotograf a sochař.
- Jean-Martin Charcot (1825 - 1893) – Pařížský neurolog.
- Albert Londe (1858–1917) – francouzský lékařský chronofotograf.